# Alberto Otárola
Luis Alberto Otárola Peñaranda (Huaraz, 12 febbraio 1967) è un avvocato e politico peruviano, primo ministro del Perù dal dicembre 2022 al marzo 2024. In precedenza è stato ministro della difesa per due volte, sotto Ollanta Humala e Dina Boluarte.
Durante il governo Boluarte, due massacri sono avvenuti sotto la sua leadership. Il massacro di Ayacucho  mentre lui era Ministro della Difesa e il massacro di Juliaca dopo essere stato promosso all'incarico di Primo Ministro. La Procuratrice generale del Perù, Patricia Benavides, ha avviato indagini il 10 gennaio 2023 per presunti crimini di genocidio, omicidio e invettive contro la Presidente Boluarte e il Primo Ministro Otárola.

## Biografia
Figlio dell'insegnante di Huaracino Saturnino Otárola Cáceres e dell'insegnante di Chacas Olga Peñaranda Mazzini, discendente di Giuseppe Mazzini. Si è laureato in giurisprudenza presso l'Università di San Martín de Porres a Lima nel 1991 con la tesi intitolata "Il diritto internazionale dei diritti umani e il suo inserimento nel sistema costituzionale peruviano".
Si è specializzato in diritto costituzionale e diritto del lavoro. È stato consigliere della Commissione speciale per lo studio della violenza politica, capo del Diario de los Debates e direttore legislativo del Senato della Repubblica del Perù (1988-1992). Allo stesso modo, è stato nominato agente dello Stato davanti alla Corte interamericana dei diritti dell'uomo, durante il governo di Valentín Paniagua (2001).
Durante il governo di Alejandro Toledo, è stato consigliere del Ministero della Difesa e dell'Alta Direzione del Ministero della Difesa del Perù, per il processo di ristrutturazione del Ministero e riforma delle Forze Armate, tra gennaio 2002 e aprile 2003. Successivamente, dal maggio 2003 al giugno 2004, è stato viceministro degli affari economici e amministrativi del Ministero della Difesa.
È socio fondatore e avvocato principale dello Studio legale Otárola & Priale Abogados SCRL, nonché professore principale presso l'Accademia della magistratura e professore presso ESAN. È stato anche professore all'Università di Lima e alla Scuola Superiore di Guerra della Marina peruviana.

## Carriera politica

### Presidenza di Ollanta Humala

#### Ministro della Difesa (2011–2012)
Il 10 dicembre 2011, quando è stato ricomposto il primo gabinetto del presidente Ollanta Humala, è stato nominato ministro della Difesa.
Uno dei problemi più critici che il governo di Humala deve affrontare è l'attività di una banda terroristica che opera nella zona VRAE in complicità con il traffico di droga. Il 9 aprile 2012, una colonna terroristica ha rapito 36 lavoratori della TGP (Transportadora de Gas del Perú) nella città di Kepashiato, nel distretto di Echarate della provincia La Convencion del dipartimento di Cusco. In risposta, il governo ha lanciato la cosiddetta "Operazione Libertà", che ha dispiegato forze militari e di polizia combinate nell'area.
Secondo la versione ufficiale, gli ostaggi sarebbero stati liberati su pressione delle forze armate (14 aprile). Tuttavia, l'operazione ha provocato la morte di otto membri del personale e diversi feriti; anche così, è stato ufficialmente detto che si trattava di "un'operazione impeccabile". Ma ciò che ha maggiormente indignato l'opinione pubblica è stato il fatto che tre poliziotti Dinoes siano stati abbandonati al loro destino nella giungla dopo essere scesi dall'elicottero che li trasportava,nel momento in cui sono stati attaccati dai terroristi (12 aprile). Uno di loro, Lander Tamani, è stato ucciso in combattimento. Gli altri due sono stati dichiarati dispersi. Diciassette giorni dopo, uno di loro, Luis Astuquillca, è apparso vivo, arrivando con i propri mezzi nella città di Kiteni, nonostante fosse ferito a una gamba; mentre l'altro, César Vilca, fu trovato morto dal padre, dopo essere entrato da solo nell'aspra regione, contando solamente sul sostegno della gente del posto. Nonostante ciò, il ministero dell'Interno ha rilasciato un comunicato informando dell'apparizione del corpo di Vilca grazie a un'intensa perquisizione da parte della polizia.
L'opinione pubblica reagì negativamente e interpretò che i poliziotti erano stati abbandonati al loro destino; per questo hanno chiesto le dimissioni di Otárola e del ministro dell'Interno, Daniel Lozada. Il 3 maggio 2012, la mozione di censura contro Otárola e Lozada è stata presentata in sessione plenaria del Congresso per "incapacità, mancanza di leadership e strategia". Il 10 maggio entrambi i ministri hanno rassegnato le dimissioni, per evitare la censura al Congresso.  Le loro dimissioni sono state accettate dal presidente Humala il 14 maggio 2012.

### Attività di controllo della droga
Tra il 2014 e il 2016, Otárola è stato direttore di DEVIDA, l'amministrazione per il controllo della droga del governo peruviano.
  Nell'aprile 2016, Otárola è stato eletto dal Consiglio economico e sociale delle Nazioni Unite come uno dei 13 membri dell'International Narcotics Control Board, un organismo indipendente del trattato annesso alle Nazioni Unite. Il suo mandato quinquennale è iniziato il 2 marzo 2017 ed è scaduto il 1º marzo 2022.
Otárola ha tentato un ritorno politico al seguito di Ollanta Humala, candidandosi al Congresso del Partito nazionalista alle elezioni generali del 2021, sebbene si sia piazzato decimo alle elezioni e non abbia avuto successo nel far parte del Congresso peruviano.